# Branimir
Branimir je bio knez Primorske Hrvatske od 879. do 892. godine.

## Životopis
Prema nekim povjesničarima postoje pretpostavke kako je bio Domagojev potomak, ali se to ne može sa sigurnošću zaključiti.
Mletački ljetopisac Ivan Đakon navodi kako je „neki Slaven, imenom Branimir, umorivši Zdeslava, prisvojio njegovu kneževinu”. Nakon što je svrgnuo probizantski orijentiranog kneza Zdeslava, Branimir je pokušao izvesti Hrvatsku izvan političkog utjecaja Bizanta ili Franačke. Nakon što je došao na prijestolje, izrazio je papi Ivanu VIII. vjernost te ga je on s hrvatskim narodom i njegovom državom, blagoslovio 21. svibnja 879. godine u crkvi svetoga Petra u Rimu. Tim je činom, u skladu s idejom papinskog univerzalizma i njegovim pravom priznavanja zakonitosti vlasti i vladara, Branimir priznat zakonitim vladarom, a Hrvatska neovisnom državom. Nakon što je Branimir odbio priznati suverenitet Karla III. on je sklopio s Venecijom petogodišnji savez protiv Hrvata. Mlečani su se ustručavali napasti hrvatsku obalu za Branimirove vladavine, a njihov pohod protiv Neretljana (887.) završio je velikim porazom.
Za vrijeme Branimirove vladavine Bizant je, kako bi zaštitio svoje političke i gospodarske interese u dalmatinskim gradovima, plaćao danak mira, a Mlečani i taksu kako bi mogli slobodno ploviti jadranskom obalom.
U crkvenom planu se za njegove vladavine započelo s prvim pokušajem sjedinjenja hrvatske i dalmatinske Crkve, kada je 886. ninski biskup Teodozije, nakon smrti splitskoga biskupa Marina, preuzeo upravu nad Splitskom biskupijom. Pokušaj je zacijelo bio dio Branimirove politike stvaranja političkog jedinstva Hrvatske i Dalmacije. Vjerojatno je za njegove vladavine uvedeno slavensko bogoslužje te se raširila djelatnost Metodovih učenika. Metod je u Hrvatskoj boravio 880. godine. Za vrijeme Branimira obnovljene su brojne sakralne građevine te su podignute brojne nove crkve.
Njegovo ime, s naslovom comes se spominje u Čedadskom evanđelistaru S njime je spomenuta i njegova žena Maruša (Mariosa cometissa).
Papa Ivan VIII. u pismu od 7. lipnja 879. hvali Branimira jer se vraća Rimskoj Crkvi te ga naziva „ljubljenim sinom Branimirom“, a istovremeno piše i slično pismo ninskome biskupu Teodoziju, te svećenstvu i svemu puku, svojim „predragim sinovima.“ Branimir je s ninskim biskupom Teodozijem poslao pismo papi Ivanu VIII., u kojem su mu obojica u svoje i u ime hrvatskog naroda izrazili odanost i povratak prijestolju svetoga Petra Apostola.
Kneza Branimira naslijedio je 892. godine knez Muncimir, najmlađi sin kneza Trpimira i otac kralja Tomislava.

## Natpisi
Prema natpisu iz Muća Gornjeg uz Branimirovo ime zabilježena je i 888. godine što je prva dokumentirana godina na nekom hrvatskom srednjovjekovnom epigrafskom spomeniku. Uz to je pronađeno još 5 novih epigrafskih ulomaka na kojima je uklesan tekst:
INTENDE XPE (= CHRISTE) CELV(M)Q(VE) R…NTI SALV(ATIO)NI TIBIQ(VE)… VTVS VENIAT … PROVIDE… B(EATI) PETRI… BRANIMIRI ANNOR(VM) XPI (= CHRISTI) SACRA DE VIRG(INE) CARNE VT SV(M)PS(IT) S(VNT) DCCCLXXX ET VIII VI Q(VE) INDIC(TIO)
(Osvrni se Kriste i nebo… u doba Branimira, godina je Kristovih, otkad je od Svete Djevice poprimio tijelo 888 i 6 indikcija).
U blizini Nina pronađeno je više ulomaka dviju kamenih greda crkvene pregrade. Na njima je natpis:
[T]EMPORIBUS DOMNO B[RA]NNIMERO DUX SLCAUORU(M) (= SCLAUORUM)… ORITHU… EGO TEUDEBERTUS ABBA(S) PRO REMEDIO ANIME MEE FIERI ROG(AUI) [QUIS] (L)EGET ORET PRO ME PEC(C)ATOR(E)… 
(U vrijeme gospodina Branimira, kneza Slavena… ja opat Teudebert dadoh ovo načiniti za spas duše svoje. Tko čita neka moli za me grešnika).
U Ždrapnju kod Skradina kod crkve svetoga Bartula pronađeni su dijelovi lijeve i desne grede te srednji dio zabata crkvene pregrade s natpisom:
[IN NO]MINE [DOMINI TEMPORE DOMNO?] [BR]ANIMERO DVCE(M) CLAVITNORV(M) (= SCLAVITINORUM) EGO PRISTI(NA) IVPANVS C… MEA (A)EDIFICAVIM[VSJ… [?]…
(u ime Gospodnje, u vrijeme gospodina Branimira, kneza Slavena, ja Priština župan… moja sagradismo…).
Na natpisu iz Šopota kod Benkovca stoji tekst:
BRANIMIRO COM[MES] DVX CRVATORV(M) COGIT[AVIT?…]
(Vojvoda Branimir, knez Hrvata, naumi…).
Najcjelovitije očuvan natpis je s lokaliteta Otres–Lukačuša, nedaleko od Bribira. Duž greda i zabata stoji natpis:
+ IN N(OMINE) D(OMI)NI TE(M)POR(E) DOMNO (BR)ANNI[MERO] DVCI EGO C… OR F[ECIT] AD HO]NORE(M) BEATI PETRI ET S(AN)C(T)E MARIE S(AN)C(T)I GEORGII S(AN)C(T)I STEFANI S(AN)C(T)I MARTINI S(AN)C(T)I GRISOGONI S(AN)C(T)E CRVCIS
(U ime Gospodnje, u vrijeme gospodina Branimira kneza, ja… učinih u čast Blaženog Petra i Svete Marije, Svetog Jurja, Svetog Stjepana, Svetog Martina, Svetog Krševana, Svetog Križa).
Još dva natpisa koja govore o knezu Branimiru pronađena su u crkvi sv. Martina u Lepurima kod Benkovca (2002.) i na Bribirskoj glavici (2015.).
- Dio grede iz Muća Gornjeg
- Dio grede iz Nina
- Dio natpisa iz Šopota

## Počasti
- Red kneza Branimira s ogrlicom
- Bojna HVO-a „Knez Branimir“[4]
- 5. brigada HVO-a „Knez Branimir“ – Čitluk[5]
- Ulica kneza Branimira u Zagrebu, Velikoj Gorici, Slavonskom Brodu, Karlovcu, Mostaru, Širokom Brijegu i Posušju.[6][7]
- Park kneza Branimira u Osijeku.[6]
- Obala kneza Branimira u Splitu i Zadru.[6]
- Osnovna škola Kneza Branimira u Donjem Muću
- Srednja škola Kneza Branimira u Benkovcu
- Branimirova godina (Branimirov jubilej), 1979.[8]
- Spomen-ploča knezu Branimiru i pokrštenju Hrvata u bazilici sv. Petra u Vatikanu.[8]

## Poveznice
- Pismo pape Ivana VIII. knezu Branimiru